# Kim Andersen (Radsportler)

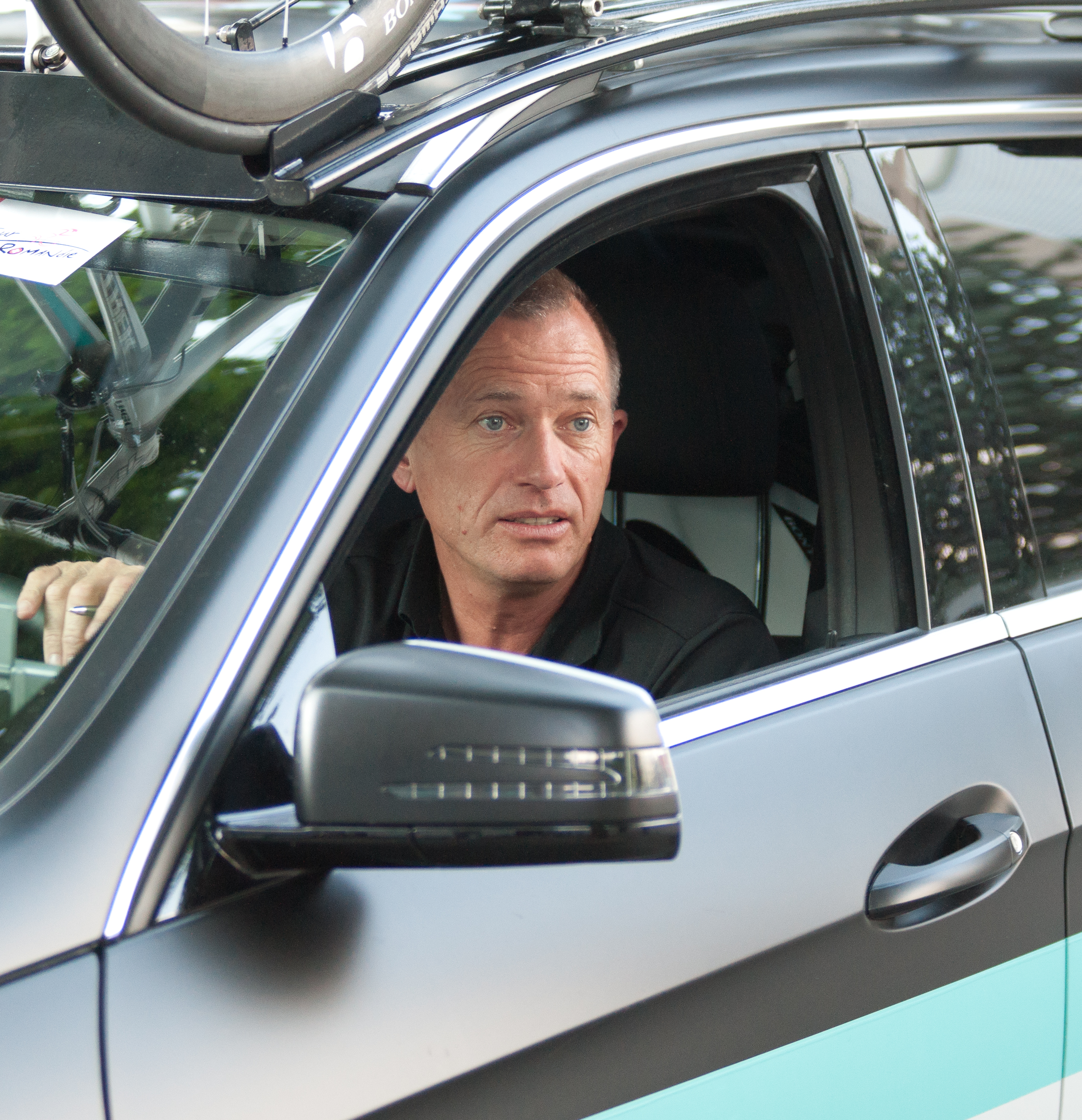
Kim Andersen (Tour de Romandie 2011)

Kim Andersen (* 2. Oktober 1958 in Malling, Dänemark) ist ein dänischer Sportlicher Leiter und ehemaliger Radrennfahrer. Seine aktive Karriere umfasste die Jahre von 1980 bis 1992.

## Sportliche Laufbahn
Andersen war als Amateur Mitglied der dänischen Nationalmannschaft. 1979 holte er zwei Etappensiege in der Niedersachsen-Rundfahrt und gewann die Gesamtwertung vor Jan Krawczyk.
Im Jahr 1980 wurde Andersen Profi. Er gewann in seiner Karriere unter anderen drei Etappen der Tour de France sowie eine der Vuelta a España und beendete allein dreimal die kleinere Dänemark-Rundfahrt als Gesamtsieger.
Bekannt wurde Andersen als erster lebenslang gesperrter Dopingsünder des Radsports. Bei der Coppa Placci 1985, dem Wallonischen Pfeil 1986 (er war Zweiter geworden) und der Tour du Limousin 1987 wurde er positiv getestet. Die Strafe war aber ein Jahr später auf ein Jahr reduziert worden. Ein erneut positiver Test 1992 beendete seine Fahrerkarriere.

## Berufliches
Seit 1998 ist er als Sportlicher Leiter im Radsport aktiv, darunter von 2004 bis 2010 beim Team Team Saxo Bank, wo er im Juni 2010 entlassen wurde, als bekannt wurde, dass er gemeinsam mit den Rennfahrern Andy und Fränk Schleck den Aufbau eines neuen Rennstalls mit Sitz in Luxemburg zur Saison 2011 plante. Seit 2011 leitet er die sportlichen Belange des Teams Trek-Segafredo.

## Erfolge (Auswahl)
- Tour de France: 1983: 2. & 12. Etappe, 1985: 3. Etappe
- Vuelta a España: 1981: 10. Etappe
- Wallonischer Pfeil: 1984
- Paris–Bourges: 1987: , 2. & 3. Etappe
- Tour de Limousin: 1984:  & 1. Etappe
- Dänemark-Rundfahrt: 1983: , 1984: , 1987:

## Teams als Rennfahrer
- 1980–1983 Mercier
- 1984 Coop-Hoonved
- 1985–1987 La Vie Claire / Toshiba
- 1988–1992 Z-Peugeot

## Teams als Sportlicher Leiter
- 1998–1999 Team Chicky World
- 2000–2003 Team Fakta
- 2004–2010 CSC / Saxo Bank
- seit 2011 Leopard / RadioShack / Trek